# Cochlostoma nouleti
Cochlostoma nouleti е вид охлюв от семейство Diplommatinidae. Видът не е застрашен от изчезване.

## Разпространение
Разпространен е във Франция.

## Описание
Популацията на вида е стабилна.